# Atractia psilogaster
Atractia psilogaster là một loài ruồi trong họ Asilidae. Atractia psilogaster được Wiedemann miêu tả năm 1828.